# Tobias Kreuzmann
Tobias Kreuzmann (* 15. Juni 1981 in Duisburg) ist ein deutscher Wasserballspieler.

## Leben
Kreuzmann nahm an den Olympischen Spielen 2004 in Athen teil und erreichte mit der deutschen Mannschaft den 5. Platz. Bei Olympia 2008 wurde er mit der deutschen Auswahl Zehnter. Bei der Wasserball-Weltmeisterschaft 2005 belegte das deutsche Team mit Marc Politze Platz 9, 2007 kam die Mannschaft auf Rang 8. 2003 und 2008 wurde das Team Sechster bei der Europameisterschaft. Bei der EM 2012 wurde Kreuzmann mit Deutschland Fünfter, verpasste aber drei Monate später die Olympiaqualifikation für London. Kreuzmann absolvierte seit 2000 264 Länderspiele (Stand: 19. Mai 2012).
Tobias Kreuzmann spielte seit seiner Jugend und bis zum Jahr 2014 beim ASC Duisburg, mit dem er 2013 das Double aus Meisterschaft und Pokal holte. In neun Finalserien unterlagen die Duisburger gegen die Wasserfreunde Spandau 04.
Im April 2005 wurde Tobias Kreuzmann bei einer Dopingprobe positiv getestet. Er hatte seit 2004 ein Haarwuchsmittel benutzt, in dem der Wirkstoff Finasterid war, der am 1. Januar 2005 als Maskierungsmittel auf die Liste der verbotenen Substanzen gesetzt wurde. Im Juni 2005 sprach der DSV Kreuzmann von allen Dopingvorwürfen frei, nachdem Kreuzmanns Aussagen geglaubt wurde. Bei einer Zusatz-Analyse an der Sporthochschule Köln hatte man keine Steroid-Substanzen gefunden, die mit Finasterid hätten maskiert werden können.
In den Saisons 2014/15 und 2015/16 spielte Kreuzmann für die SV Krefeld 72 in der B-Gruppe der deutschen Wasserball-Bundesliga. Zur Saison 2016/17, im Alter von 35 Jahren, wechselte er zum SC Kreuzlingen in die Schweiz.
Seit den Schwimmweltmeisterschaften 2001 ist Tobias Kreuzmann mit der Ex-Schwimmerin Hannah Stockbauer liiert und seit Juli 2017 mit ihr verheiratet. Sie haben zwei Töchter (* 2011, * 2014).